# Enfermero Interno Residente
El Enfermero Interno Residente (o EIR) es el sistema a través del cual los enfermeros españoles acceden a la formación especializada tras superar sus estudios básicos generalistas. Dichas especialidades se cursan mediante el sistema de residencia, al que se accede tras superar una prueba única y de carácter anual convocada por el Ministerio de Sanidad, Consumo y Bienestar Social. La diferencia con el sistema de los médicos (el MIR) es que los enfermeros pueden trabajar en otros campos (la mayoría) sólo con el título de enfermero generalista.
Por tanto, el término EIR se usa indistintamente tanto para denominar a este periodo formativo, como la prueba que permite acceso al mismo.
El REAL DECRETO 450/2005, de 22 de abril, sobre especialidades de Enfermería, regula la creación de nuevas especialidades, que son:
- Enfermería obstétrico-ginecológica.
- Enfermería de salud mental.
- Enfermería geriátrica.
- Enfermería del trabajo.
- Enfermería de cuidados médico-quirúrgicos.
- Enfermería familiar y comunitaria.
- Enfermería pediátrica.

A día de hoy están funcionando todas las especialidades excepto  la especialidad de Cuidados Médico-Quirúrgicos (la cual se dividirá en 3 ramas: UCI/Urgencias, Quirófano y Médica)

## Acceso excepcional al título de Enfermero Especialista
Está dirigido a enfermeros que desean acceder a alguna de las especialidades aprobadas en este Real Decreto y que acrediten un ejercicio profesional en el campo específico de la especialidad solicitada, en alguna de estas situaciones.
Especialidades a las que pueden acceder a través de la Disposición Transitoria Segunda:
- Enfermería de salud mental (finalizado el plazo de presentación de solicitudes el 22 de agosto de 2008)
- Enfermería geriátrica
- Enfermería del trabajo (finalizado el plazo de presentación de solicitudes el 22 de marzo de 2010)
- Enfermería de cuidados médico–quirúrgicos (aún no disponible)
- Enfermería familiar y comunitaria
- Enfermería pediátrica

Requisitos sobre Experiencia Profesional y Formación:
a) 4 años de ejercicio profesional en las actividades propias de la especialidad y superar la prueba de Evaluación de la Competencia.
b) 2 años de ejercicio profesional en las actividades propias de la especialidad, un mínimo de 40 créditos de Formación Continuada acreditada, en el campo de la especialidad o Título postgrado de carácter universitario, no inferior a 20 créditos o 200 horas en el campo de la especialidad y superar la prueba de Evaluación de la Competencia.
c) 3 años como Profesor de Escuelas Universitarias de Enfermería y adscritas, en áreas de conocimiento relacionadas con la especialidad más 1 año de actividad asistencial en actividades propias de la especialidad y superar la prueba de Evaluación de la Competencia.